# Stolidoptera tachasara
Stolidoptera tachasara är en fjärilsart som beskrevs av Druce 1888. Stolidoptera tachasara ingår i släktet Stolidoptera och familjen svärmare. Inga underarter finns listade i Catalogue of Life.

## Beskrivning

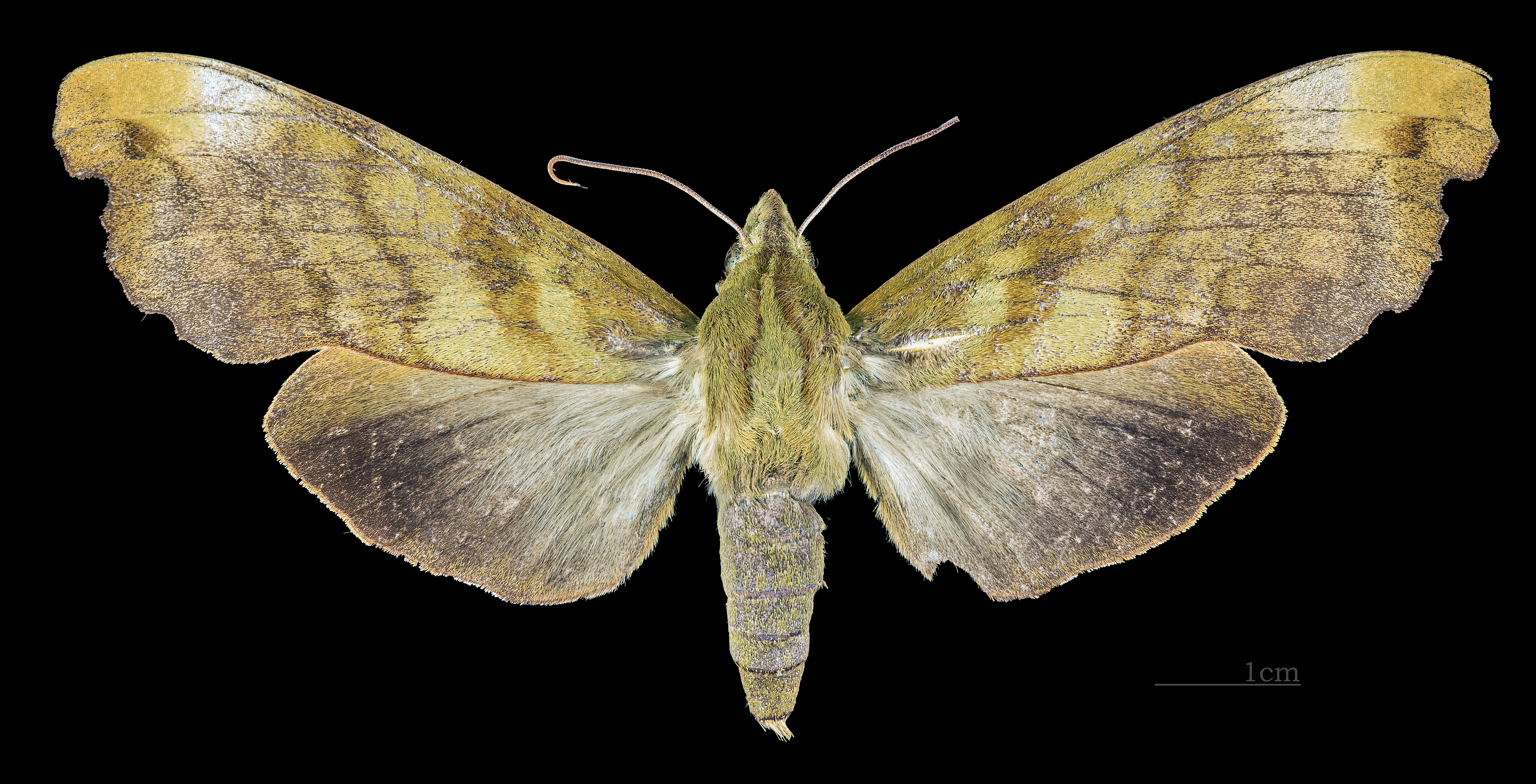
♀
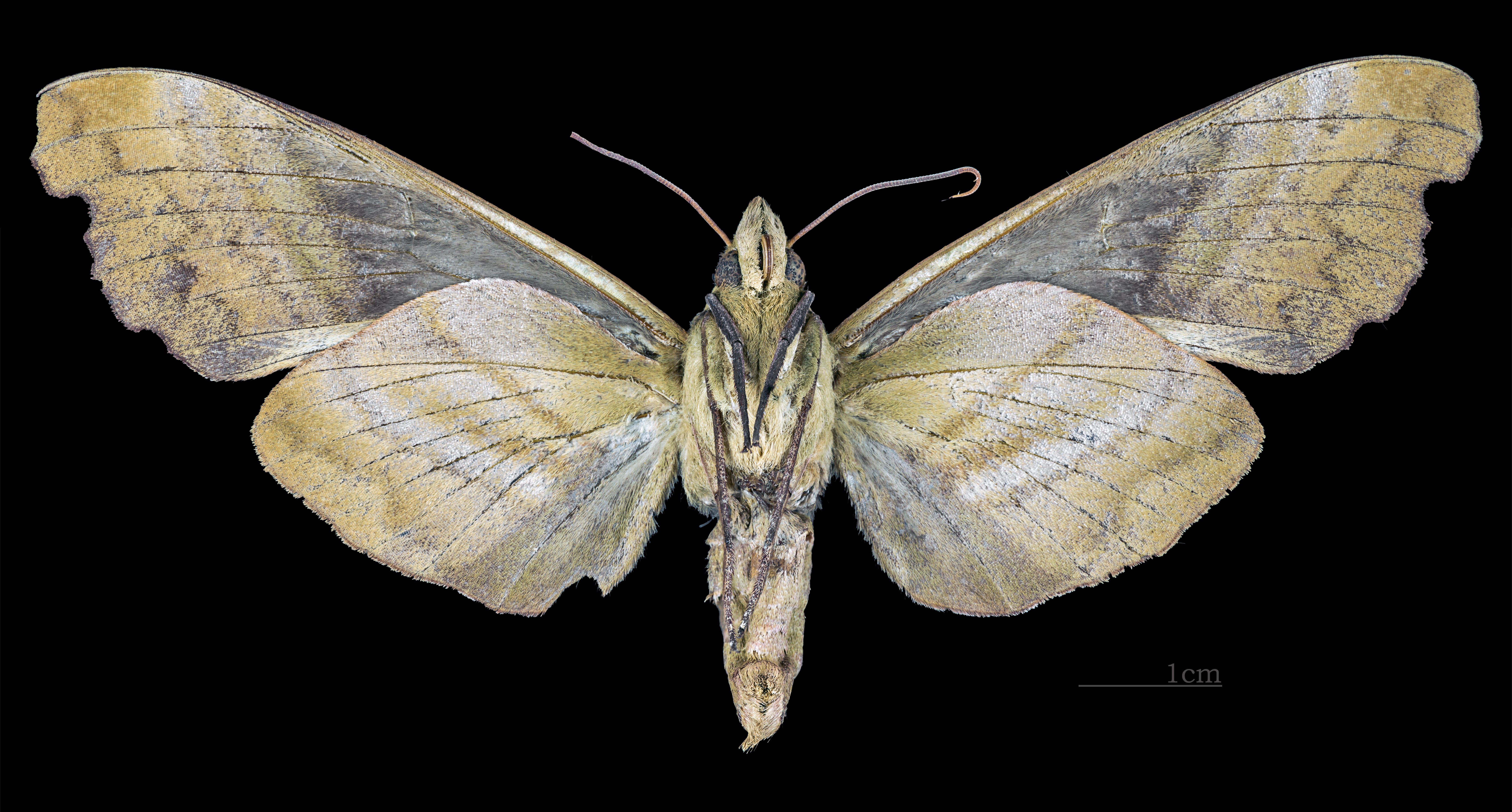
♀ △